# Gottfried Junker
Gottfried Junker (* 18. Juni 1950 in Günzburg) ist ein deutscher Autorenfilmer und Fotograf.

## Leben
Junker studierte Jura an der Universität Würzburg. Nach der 1. Juristischen Staatsprüfung 1975 leistete er 18 Monate Zivildienst im Krankenhaus Kempfenhausen der Stadt München. Er trat das Rechtsreferendariat nicht mehr an, sondern blieb als Hilfskraft weiter in der Pflege tätig.
Zum Film kam Junker als Autodidakt. Er drehte viele Super-8-Filme, die er an Schulen, in Filmclubs und kommunalen Kinos zeigte und diskutierte.
1981 entstand der erste 16-mm-Langfilm Kleine Zeichen. Der Film beschrieb eine Reise zu Fuß durch eine namenlose Berglandschaft, ohne Sprache, mit Laiendarstellern und Eva Mattes als Gast.
Junkers erster Kinofilm, Versteckte Liebe, entstand 1985 gegen den Rat des Programmdirektors des Bayerischen Rundfunks. Der Schwarz-Weiß-Film wurde innerhalb von 4 Wochen auf Kreta gedreht, mit Peter Cieslinski und griechischen Kindern als Darsteller, ohne Drehbuch und fast ohne Sprache. Der improvisierte Film überraschte dennoch die Filmkritik, letztendlich liefen aber nur zwei Kopien in wenigen deutschen Programmkinos. Nur in Japan war der Film 1989 noch auf der Leinwand zu sehen, landete später aber im Fernsehkanal.
Der zweite und bisher letzte Kinofilm, Das Haus im Ginster, wurde 1991 in Südfrankreich gedreht, diesmal auf der Grundlage eines Drehbuchs. Er fand den Weg überhaupt nicht mehr ins Kino, wurde aber immerhin nachts im deutschen Fernsehen gezeigt (BR, BR alpha, 3sat).
Jetzt jobbte Junker als Pflegehelfer im Altenheim und zog 1995 für zwei Jahre nach Vesoul in Frankreich, wo er eine Photo-Porträt-Serie über bildende Künstler startete (schwarz-weiß, Negativ 6 cm × 7 cm). Diese Photoarbeit umfasst bis heute über 600 Begegnungen mit international gefeierten Künstlern sowie Outsidern.

## Filmografie

### Fernsehen
- 1981: Kleine Zeichen (Idee, Regie, Schnitt)
- 1984: Der Weg in den Wald (Idee, Regie, Schnitt)

### Kino
- 1986: Versteckte Liebe (Idee, Regie)
- 1991: Das Haus im Ginster (Drehbuch, Regie)

## Auszeichnungen
Für Versteckte Liebe:
- 1986: Deutscher Kamerapreis für Egon Werdin (Förderpreis Spielfilm)
- 1987: Filmfestival Max Ophüls, Preis der Leser-Jury der Saarbrücker Zeitung
- 1987: Alpinale, Goldenes Einhorn für den besten Spielfilm

## Texte und Kritiken

### Allgemein
- Gottfried Junker: Bilder der Stille – Notizen zu einem kontemplativen Kino. In: Jahrbuch Film. Band 1983/84. Hanser Verlag, 1983, ISBN 3-446-13858-7, S. 126–141.
- Eberhard Hauff: Produktions-Handbuch München. Informationsbüro Film, München 1992, OCLC 165324032, S. 289.

### Zum FilmKleine Zeichen
- Hans Günther Pflaum: Suche nach Harmonie. In: Süddeutsche Zeitung. 21. Februar 1984.
- Walter Schobert (Hrsg.): Fischer Film Almanach 1984. Fischer Taschenbuch-Verlag, Frankfurt/M. 1984, ISBN 3-596-23694-0, S. 109–110.
- Lothar R. Just (Hrsg.): Das Filmjahr 1984. Verlag für Filmschriften, Hebertshausen 1984, ISBN 3-88690-024-X, S. 96–97.

### Zum FilmDer Weg in den Wald
- Hans Günther Pflaum: Kino, das es nicht gibt. In: Süddeutsche Zeitung. 14. Juni 1985.
- Ana Perner: Los bosques alemanes, en celuloide. In: ABC Madrid. 14. Juli 1985.
- Walter Schobert (Hrsg.): Fischer Film Almanach 1986. Fischer Taschenbuch-Verlag, Frankfurt am Main 1986, ISBN 3-596-24464-1, S. 225.
- Martina Zender (Hrsg.): Das Filmjahr ’86. Filmland Presse, 1986, ISBN 3-88690-026-6, S. 288–289.

### Zum FilmVersteckte Liebe
- Walter Schobert (Hrsg.): Fischer Film Almanach. Fischer Taschenbuch-Verlag, Frankfurt/M. 1988, ISBN 3-596-24479-X, S. 335–337.
- Lothar R. Just: Filmjahrbuch 1988. Verlag für Filmschriften, Hebertshausen 1984, ISBN 3-453-00656-9, S. 352.
- Hans-Dieter Seidel: Ausstieg aus der Anstrengung. In: FAZ. 30. Oktober 1986.
- Elisabeth Sörenson: Filmer med upptäckarlust. In: Svenska Dagbladet. 7. Oktober 1986.
- Hugo Wortzelius: Peter Weiss och filmen. In: Uppsala Nya Tidning. 12. Dezember 1986.
- Claudius Seidl: Filme. In: Die Zeit. 10. April 1987.
- Hans Messias: Versteckte Liebe. In: Katholischer Filmdienst. Kath. Institut für Medieninformation e. V., Juni 1987.
- Josef Nagel: Versteckte Liebe. In: Filmecho/Filmwoche. Verlag Horst Axtmann, 25. März 1987.
- Hans Günther Pflaum: Versteckte Liebe. In: epd Film. Gemeinschaftswerk der evangelischen Publizistik e. V., Mai 1987.
- Miriam Schütz: Der feine Schleier der eigenen Träume. In: Nürnberger Zeitung. 27. März 1987.
- Hans-Wolfgang Bächle: Grübler im Süden. In: Kölner Stadt-Anzeiger. April 1987, S. 66.
- Harald Braun: Zeit der Stille. In: Szene München. April 1987 (mit Interview).
- Peter Buchka: Kino der Kontemplation. In: Süddeutsche Zeitung. 3. April 1987.
- Wolfgang Brenner: Kreta, Mon Amour. In: TIP-Magazin Berlin. Band 18, 1987.
- Georg Lacher-Remy: Meditativ. In: Zitty Stadtzeitung Berlin. Band 17, 1987.
- Fernsehen. In: Der Spiegel. Nr. 44, 1989 (online).

### Zum FilmDas Haus im Ginster
- Horst P. Koll: Filme 1993/94: Das komplette Angebot in Kino, Fernsehen und auf Video. Katholisches Institut für Medieninformation (KIM), Köln 1995, ISBN 978-3-925161-10-0, S. 318.